# Primstal
Primstal är en ort i den Saarländska kommunen Nonnweiler i Landkreis St. Wendel i Tyskland. Orten har 2 400 invånare. Motorvägen A1 passerar förbi orten.
Primstal var en kommun fram till 1 januari 1974 när den uppgick i Nonnweiler.